# ТЕС Бендер-Аббас
ТЕС Бендер-Аббас — іранська теплова електростанція на південному сході країни в провінції Хормозґан.
У 1980—1986 роках на майданчику станції стали до ладу 4 парові турбіни потужністю по 320 МВт.
З 2002-го також функціонують дві встановлені на роботу у відкритому циклі газові турбіни потужністю по 25 МВт.
За рік до запуску ТЕС до Бендер-Аббасу почав надходити природний газ по трубопроводу від острова Кешм, а в 1986-му за чотири десятки кілометрів на північний схід ввели в експлуатацію газопереробний завод Сархун. Втім, станція також розрахована на споживання нафтопродуктів (лише за кілька кілометрів від неї є потужний НПЗ), особливо під час зимового піку попиту на природний газ.
Видача продукції відбувається по ЛЕП, розрахованих на роботу під напругою 230 кВ та 132 кВ.